# James Trobec

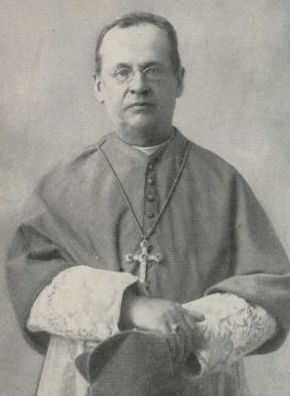
Bischof James Trobec

James Trobec (* 10. Juli 1838 in Billichgrätz, Österreich-Ungarn, als Jakob Trobec; † 15. Dezember 1921 in Brockway Township, Minnesota, USA) war römisch-katholischer Bischof von Saint Cloud.

## Leben
James Trobec empfing am 8. September 1865 das Sakrament der Priesterweihe.
Am 5. Juli 1897 ernannte ihn Papst Leo XIII. zum Bischof von Saint Cloud. Der Erzbischof von Saint Paul, John Ireland, spendete ihm am 21. September desselben Jahres die Bischofsweihe; Mitkonsekratoren waren der Erzbischof von Milwaukee, Frederick Xavier Katzer, und der Bischof von Sault Sainte Marie und Marquette, John Vertin.
Am 15. April 1914 trat James Trobec als Bischof von Saint Cloud zurück und Papst Benedikt XV. ernannte ihn am 28. Mai 1914 zum Titularbischof von Lycopolis.